# Hockey Club Eppan Pirats
Le HC Eppan Pirates est un club de hockey sur glace d'Eppan an der Weinstraße dans le Trentin-Haut-Adige en Italie. Il évolue en Serie A2, le second échelon italien.

## Historique
Le club est créé en 1981.

## Palmarès
- Serie A2 : 2010.